# Перро, Марсель
Марсель Леон Жак Перро (фр. Marcel Leon Jacques Perrot, 24 февраля 1879 — 16 июля 1969) — французский фехтовальщик, призёр Олимпийских игр.

## Биография
Родился в 1879 году в Вандоме. В 1920 году принял участие в Олимпийских играх в Антверпене, где стал обладателем серебряной медали в командном первенстве на рапирах, а в личном первенстве был 11-м.